# Lord of the Dance

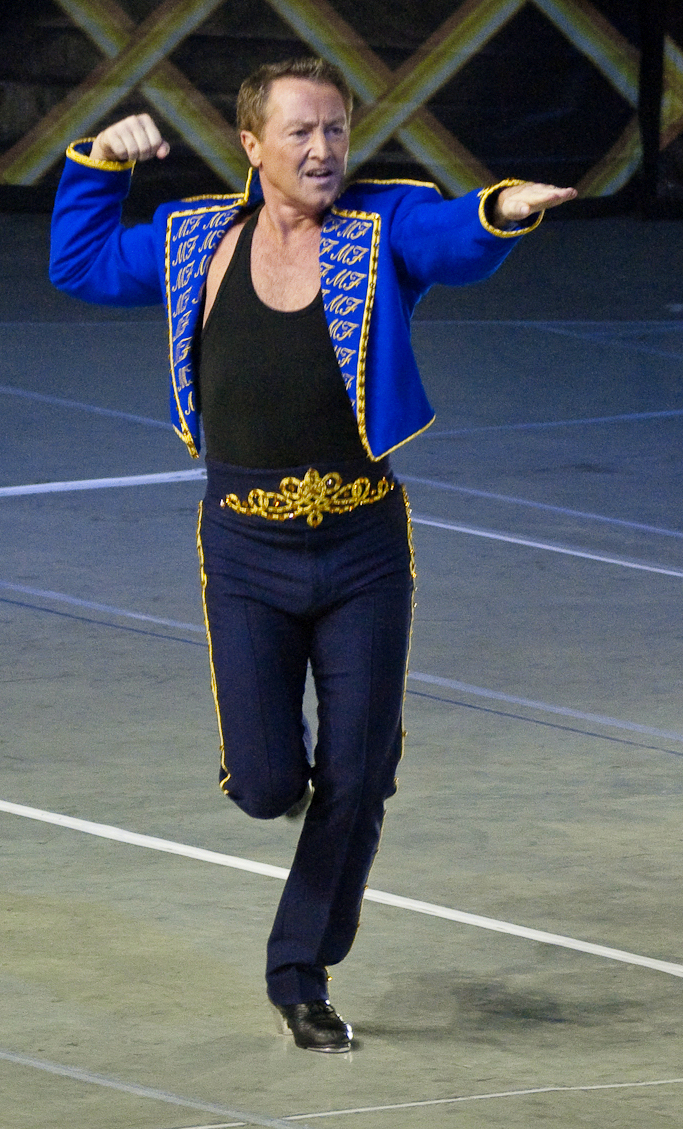
Флэтли в образе Властелина Танца

«Lord of the Dance» («Повелитель Танца», также «Властелин Танца», «Король Танца») — ирландское танцевальное шоу, поставленное хореографом Майклом Флэтли в 1996 году. Автором саундтрека является Ронан Хардиман.
Сюжетное шоу, базирующееся на кельтской фолк-музыке и ирландских народных танцах, завоевало широкую популярность. Труппа неоднократно совершала туры по Европе и США. Было продано 9 миллионов видеозаписей и 1,2 миллиона аудиодисков с саундтреком «Lord of the Dance».

## История создания
Известный ирландский танцор и хореограф Майкл Флэтли покинул шоу «Riverdance» в 1995 году, будучи неудовлетворённым распределением прибыли от выступлений. Он основал собственную продюсерскую компанию «Unicorn Entertainments ltd» и за полгода сочинил концепцию нового танцевального представления, предполагавшегося для исполнения на больших аренах. Музыка была написана Ронаном Хардиманом.
Шоу было представлено публике в Дублине 28 июня 1996 года. Кроме танцевальных номеров, в «Lord of the Dance» присутствовали чисто инструментальные («дуэль скрипок») и несколько песен. Некоторые номера исполнялись без музыкального сопровождения.
«Lord of the Dance» стал самым успешным танцевальным шоу на тот момент, проведя аншлаговые туры по Европе и США. DVD с его записью стал «платиновым» в Ирландии, Великобритании и США, «золотым» в Канаде и Австралии; в общей сложности было продано 9 миллионов копий. Флэтли и артисты «Lord of the Dance» выступили на церемонии вручения премии Оскар в 1997.
В 1998 году на базе «Lord of the Dance» Флетли создал новое, расширенное шоу «Feet of Flames», куда вошла значительная часть номеров «Lord of the Dance». Флэтли продолжил выступать в «Feet of Flames», а затем — в своём уже принципиально новом шоу Celtic Tiger. В настоящее время существуют две труппы, выступающие с классической версией «Lord of the Dance» без участия Флетли. Первый состав труппы (основной) периодически гастролирует по странам Европы, второй состав постоянно выступает в странах Северной Америки.
Осенью 2010 года в Европе проходит тур основной труппы «Lord of the Dance», где главную роль вновь исполняет Майкл Флетли. Труппа представляет классическую версию шоу, несколько осовремененную и дополненную Флетли (в частности, переработан поединок Повелителя Танца и Дона Дорхи, добавочный инструментальный номер из шоу «Celtic Tiger» и т. п.)
В 2011 году был снят 3D-фильм «Властелин танца».
В 2014 году появилась новая версия шоу - "Lord of the Dance:Dangerous games", композитором выступил Gerard Fahy.

## Сюжет
Номера «Lord of the Dance» объединены сюжетом, представляющим собой легенду в стиле фэнтези, частично базирующуюся на сильно обобщённых ирландских легендах. В шоу не предусмотрено диалогов, и сюжет доносится в виде интуитивно понятных сцен, жестов и движений персонажей, музыки и танца. Часть информации сообщается в промежуточных песнях на ирландском языке (в европейском туре 2010 года — на английском).
В мире, являющемся явной аллюзией древней Ирландии, правит Повелитель Танца, влюбленный в прекрасную Сирше. Однако поблизости обитает тёмный лорд Дон Дорха и его воины-разбойники, очевидно ,аллюзия на цыган. Когда Маленький Дух, местный трикстер, случайно забредает на их территорию, они начинают издеваться над ним и ломают его волшебную флейту. Повелитель Танца заступается за духа, заслужив себе тем самым врага в лице Дона Дорхи. На празднике танца коварная соблазнительница Морриган, любовница Дорхи,  очаровывает Повелителя Танца , несмотря на то, что он здесь же празднует помолвку с Сирше, и заманивает его, одного, без своих воинов, в ловушку. Воины Дона Дорхи хватают Повелителя Танца и казнят его, а Дон Дорха присваивает пояс Повелителя, становясь таким образом властелином страны. Однако Маленький Дух своей магией возвращает Повелителя Танца к жизни, тот вступает в поединок с Доном Дорхой и изгоняет его. Страна празднует победу.

## Состав
- Lord of the Dance: Майкл Флэтли
- Saoirse, the Irish Colleen: Бернадетт Флинн
- Morrigan the Temptress: Джиллиан Норрис
- Don Dorcha: Дэйр Нолан
- Скрипачки: Мэйред Несбитт и Кора Смит
- Erin the Goddess: Энн Бакли

## Список номеров

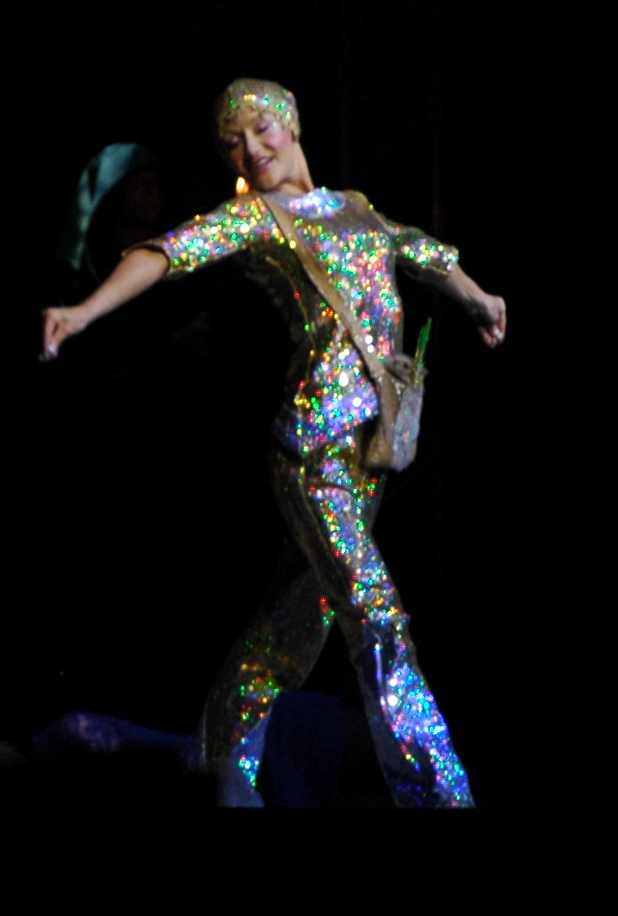

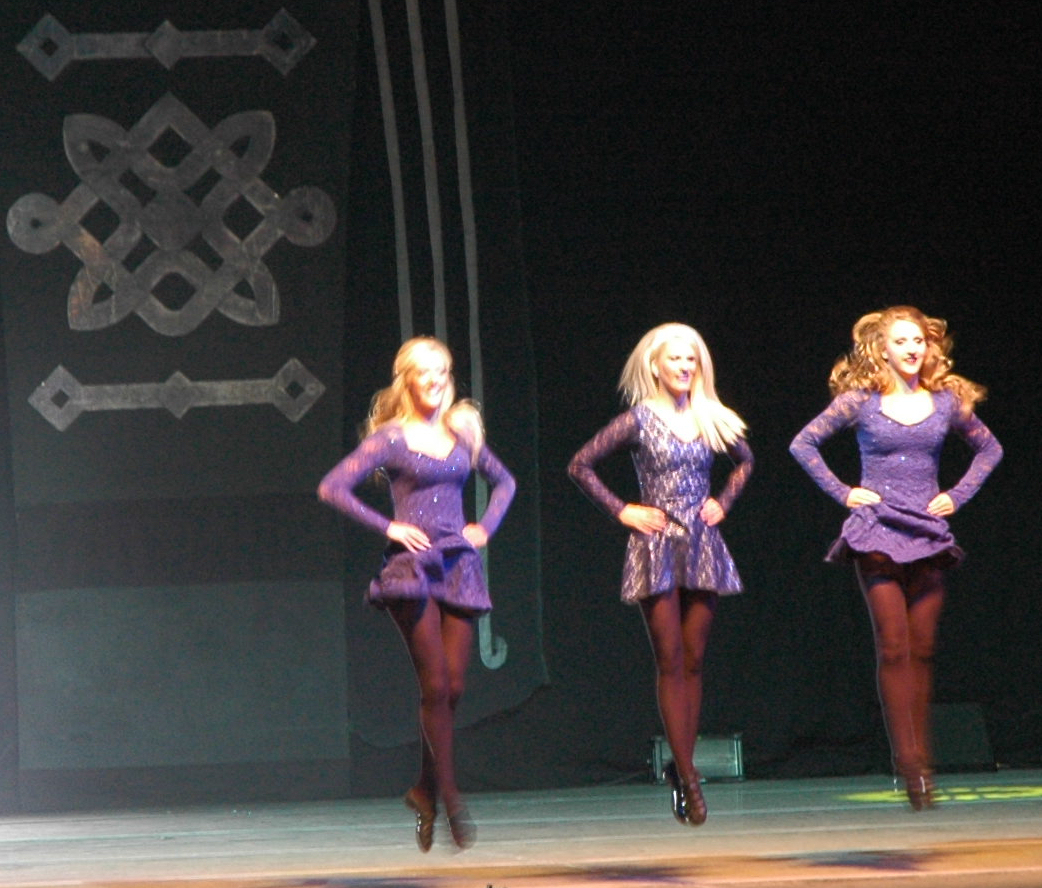

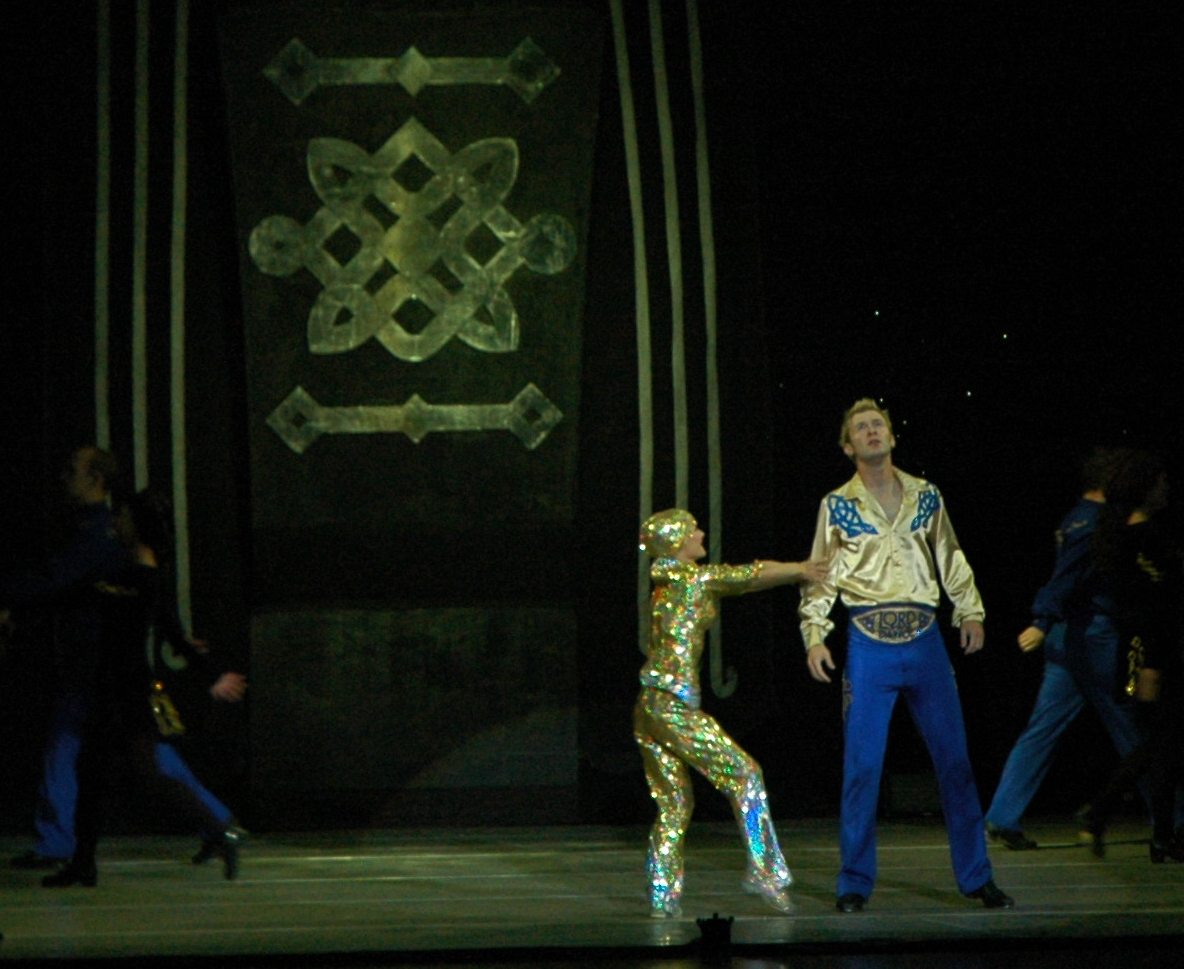

Act 1
1. Awakening
2. Cry of the Celts
3. Erin the Goddess
4. Celtic Dreams
5. The Warriors
6. Gypsy
7. Strings of Fire
8. Breakout
9. Warlords
10. Saoirse
11. Erin the Goddess
12. The Lord of the Dance

Act 2
1. Dangerous Games
2. Hell’s Kitchen
3. Fiery Nights
4. The Lament
5. Siamsa
6. Erin the Goddess
7. Stolen Kiss
8. Nightmare
9. The Duel
10. Victory
11. Planet Ireland

## Саундтрек
Диск с саундтреком вышел в 1997 году. Все композиции были написаны композитором Ронаном Хардиманом, некоторые из них являются ремиксами ирландских народных мелодий. Названия треков не всегда совпадают с названиями танцевальных номеров.
Два бонус-трека являются живыми записями стэп-соло Флэтли.
1. Cry of the Celts
2. Suil a Ruin
3. Celtic Dream
4. Warriors
5. Gypsy
6. Breakout
7. The Lord of the Dance
8. Spirit in the New World
9. Fiery Nights
10. Lament
11. Siamsa
12. Our Wedding Day
13. Stolen Kiss
14. Nightmare
15. Victory
16. Cry of the Celts *(bonus)
17. The Lord of the Dance *(bonus)